# Tęcznik ziarenkowaty
Tęcznik ziarenkowaty, liszkarz ziarenkowaty (Calosoma  (Charmosta) investigator) – gatunek chrząszcza z rodziny biegaczowatych i plemienia Carabini. W Polsce objęty jest całkowitą ochroną gatunkową.

## Opis
Osiąga długość od 15 do 23 mm. Przedplecze o tylnych kątach kanciastych. Pokrywy z 22 międzyrzędami. Międzyrzędy pierwszorzędowe poprzerywane dużymi miedziano ubarwionymi dołeczkami (foveae). Ostatnie dwa sternity z kilkoma szczecinkami. Wierzch ciała czarny, czasem z miedzianobrązowym połyskiem.

## Występowanie
Gatunek występuje głównie w północno-wschodniej Europie i na Syberii, najczęściej na terenach suchych.
W Europie występuje w Niemczech, Polsce, Szwecji, Mołdawii, Rumunii i na Ukrainie. Ponadto występuje w europejskiej i azjatyckiej części Rosji, Kazachstanie, Mongolii i północno-zachodnich Chinach.
W Polsce rzadko spotykany, znajdywany na północy kraju i Nizinie Mazowieckiej.